# I, Robot (livro)
I, Robot (em português Eu, Robô) é uma coletânea literária de contos escrita pelo russo Isaac Asimov. Os contos já haviam sido publicados em revistas.

## A obra
Asimov amarra os contos uns aos outros, como uma pesquisa de um jornalista, que vai entrevistando as pessoas e aí entram os contos. Um dos maiores sucessos de Asimov, contém as Três Leis da Robótica, enunciadas por Asimov e amplamente aceitas até por outros autores.
O título da coletânea veio do conto "I, Robot" (1939), de Eando Binder (pseudónimo de Earl (1904–1965) e Otto Binder (1911-1974). Asimov queria que o título fosse Mind and Iron, e inicialmente se opôs quando a editora usou o mesmo nome do conto. Isaac Asimov foi fortemente influenciada pelo conto. Em sua introdução escrita para o conto em Isaac Asimov Presents the Great SF Stories (1979), Asimov escreveu:
| “ | Ele certamente me chamou a atenção. Dois meses depois que eu o li, eu comecei 'Robbie', sobre um simpático robô, e que foi o início de minha série de robôs positrônicos. Onze anos mais tarde, quando nove das minhas histórias de robôs foram coletados em um livro, o editor deu o título de I, Robot sobre as minhas objecções. Meu livro é agora o mais famoso, mas o conto de Otto veio primeiro. | ” |

### Contos
O livro é composto de 10 contos  que, de forma sucessiva, discorrem sobre a evolução dos robôs através do tempo. A obra se inicia com o conto intitulado "Robbie", um robô-babá incapaz de falar que é discriminado e repudiado pelas pessoas da Terra, culminando com a proibição do uso de robôs no planeta. "Eu, robô" culmina no último conto, no qual a Terra é governada pelo "Coordenador Mundial" Stephen Byerley (sob o qual pairam suspeitas de ser um robô) que administra a Terra através do uso de 4 "máquinas" que ditam o funcionamento da produção, consumo e emprego da mão-de-obra.
1. "Introdução" (trecho inicial para contextualização ou texto de ligação)
2. "Robbie" (1940, 1950)
3. "Círculo vicioso" (1942)[3]
4. "Razão" (1941)
5. "Pegar o Coelho" (1944)
6. "Mentiroso!" (1941)
7. "Pobre Robô Perdido" (1947)
8. "Fuga!" (1945)
9. "Prova" (1946)
10. "O Conflito Evitável" (1950)